# 林錦堂
林錦堂（英語：Landy Lam Kam Tong，1948年5月16日—2013年9月16日），原名林理旺，曾用名林錦棠，暱稱堂哥，香港已故粵劇演員。入行以來演出劇目超過60多套，包括《雷鳴金鼓戰笳聲》、《朱弁回朝》及《無情寶劍有情天》、任、白名劇《帝女花》、《紫釵記》、《牡丹亭驚夢》和《再世紅梅記》等。

## 生平

### 早年生活
林錦堂的父母皆為商人，因為喜歡耍槍弄棍，所以6歲時在其舅父建議下到織造公會隨吳公俠學唱粵曲。學藝期間曾在一些公會和社團活動上演出。直至8歲時，林錦堂正式拜入武生靚元亨徒弟武生李寶倫門下，學正統粵劇排場。林錦堂早年在九龍深水埗成長，就讀崇真小學和培新英文書院，在學時一邊上學，一邊隨北派小老虎學習武技，另一方面隨劉紹榮學習唱功。10歲至12歲與小老虎到尖沙咀美麗華夜總會表演武術，15歲起更擔當文武生演出，曾亮相荔園劇場。當時參與演出不少粵劇和電影，如《蟹美人》、《龍王三宮主》、《黃飛虎反五關》、《萬里琵琶關外月》、《四郎探母》、《寶蓮燈》、《雙仙拜月亭》等。

### 事業發展
1965年17歲中學畢業後，他正式投身粵劇界，專任文武生，跟鄭碧影合組錦鳳屏劇團，與新海泉等名伶一同於旺角東樂戲院出演劇目。直至1973年，林錦堂開展電視事業，初年參與「梨園樂府」、「粵劇精華」、「南紅時間」等麗的電視綜藝節目。1974年於該電視台的劇集《岸》中擔任男主角。此後既主持電視節目，又參演多套劇集。1975年至1979年間到星馬地區登台演粵劇及兩度赴美加各埠巡迴演出，又亦於1978年擔任香港工人粵劇團藝術顧問。當林錦堂在1980年約滿麗的電視後，他著手辦理移民美國的手續，同期參演過無綫電視劇集。1981年赴廣州表演時獲羅品超收為徒弟，1983年3月加入勵羣粵劇團。而此前他從1970年開始與大龍鳳劇團、錦添花劇團、新中華劇團、碧雲天劇團、八和粵劇團等團體合作。其中他於1980年代跟余蕙芬組「錦添花劇團」，並在「頌新聲」任小生。
及後林錦堂於1990年拜名伶林家聲為師。青年時代的林錦堂也曾參演多部電影如《瓊花仙子》、《飛男飛女》、《青春頌》等。1993年5月，他與梅雪詩合組“慶鳳鳴劇團”，擔任文武生，共演劇碼超過六十多套。除演出其師戲寶如《雷鳴金鼓戰笳聲》、《朱弁回朝》及《無情寶劍有情天》外，更多演了文場戲，尤其是任劍輝、白雪仙的名劇如《帝女花》、《紫釵記》、《牡丹亭驚夢》和《再世紅梅記》等等。

### 晚年生活
林錦堂晚年不但參演一年一度南丫島神功戲，亦會演出粵劇。除此之外，他亦傳授粵劇功架予新一代的學徒。在其粵劇生涯中曾收梁兆明、藝青雲、陳培甡和陳紀婷為徒。離世前一年曾執導衛駿輝《青蛇》、《怒海情鴛》、《瓊花仙子》及2013年11月下旬上演的《李治與武媚》。

### 逝世
林錦堂生前患有患坐骨神經痛。他於2013年9月16日下午，在文武生衛駿輝陪同下前往深圳接受針灸治療，回程途中身體感到不適，隨即被送往香港北區醫院，最終於同日下午4時35分因心臟病發搶救無效，宣佈死亡。

## 個人生活
林錦堂生前有兩段婚姻。他與第一任妻子、粵劇名伶南鳳婚後育有兩名兒子。及後他再婚，與第二任妻子何嘉茵結為夫妻，何氏婚後為他誕下一子。此外，粵劇演員林寶珠是林錦堂的侄女。

## 演出作品
*以下列表只記錄林錦堂演出過的影視作品，若有遺漏，請協助補充相關資料。

### 電視劇（麗的電視）
| 首播   | 節目名稱   | 角色           | 備註                        |
| 1974年 | 岸         |                |                             |
| 1976年 | 三國春秋   | 徐庶           |                             |
| 1976年 | 錦繡人生   | 王仔           | 單元《老友》                |
| 1977年 | 七武器     |                | 單元《多情環》 單元《拳頭》 |
| 1977年 | 電視人     | 蕭志雲         |                             |
| 1978年 | 追族       | 雍季祥         |                             |
| 1978年 | 鱷魚淚     | 陸志楓         |                             |
| 1978年 | 浣花洗劍錄 | 八臂哪咤潘濟城 |                             |
| 1979年 | 奇女子     | 林浩           |                             |
| 1979年 | 沈勝衣     | 朱庭玉         | 單元《骷髏殺手》            |
| 1979年 | 俠盜風流   | 鐵耳神捕       |                             |

### 電視劇（無綫電視）
| 首播   | 節目名稱 | 角色   | 備註 |
| 1981年 | 未了情   | 陳鏡波 |      |
| 1981年 | 福星高照 | 展昭   |      |

### 劇集（其他）
- 1987年：《小說家族》（單元《為逝去的》、香港電台）

### 電影
- 1957年《蟹美人》(上集)
- 1957年《魂歸離恨天》飾 蕭大昌童年
- 1957年《黃飛虎反五關》飾 黃天爵
- 1957年《蟹美人》(大結局)
- 1957年《狐仙奇緣》
- 1958年《文姬歸漢》
- 1958年《苦女江海燕》(上集) 飾 陳志輝十四歲
- 1958年《女攝青鬼乞米養孤兒》(下集大結局)
- 1958年《風火送慈雲》(上集) 飾 慈銀太子
- 1958年《紅娘》飾 歡郎
- 1959年《七彩鍾無艷》(三集大結局)
- 1959年《楊八妹取金刀》
- 1959年《龍宮戇駙馬》
- 1959年《萬里琵琶關外月》飾 小青
- 1959年《四郎探母》
- 1959年《射鵰英雄傳》(二集)
- 1959年《妹仔王掛帥平西》
- 1960年《五兒哭墳》飾 柳家棠
- 1960年《飛頭公主雷電鬥飛龍》
- 1960年《飛頭公主滴血救親夫》
- 1960年《小寶寶七戲烏龍王》
- 1961年《金大嫂》
- 1962年《打死不離親兄弟》
- 1968年《怪劍》
- 1968年《鐵二胡》
- 1969年《江湖第一劍》
- 1969年《飛男飛女》飾 湯美
- 1970年《瓊花仙子》
- 1970年《秀娘》
- 1970年《青春頌》
- 1977年《亂龍搏懵》
- 1978年《光棍神偷雙彩鳳》

## 外部連結
- 林錦堂在香港影庫上的簡介
- 戲曲人生 - 林錦堂 （页面存档备份，存于）